# قربان قربانف
قربان قربانف (به روسی: Курбан Курбанов) (زادهٔ ۲۱ مارس ۱۹۸۵) کشتی‌گیر پیشین داغستانی‌تبار است که در دستهٔ سنگین‌وزن کشتی آزاد برای ازبکستان رقابت می‌کرد. او در دو دوره بازی‌های المپیک ۲۰۰۸ پکن و ۲۰۱۲ لندن شرکت کرد که به مقام‌های ششم و پنجم رسید. قربانف یک مدال برنز مسابقات قهرمانی کشتی جهان (۲۰۰۷)، یک مدال نقرهٔ بازی‌های آسیایی (۲۰۱۰) و دو مدال طلای مسابقات قهرمانی کشتی آسیا (۲۰۰۸، ۲۰۱۱) را کسب کرده است.